# Niko Lester
Niko LeVahn Lester (* 31. Oktober 1991 in Kaiserslautern) ist ein US-amerikanisch-deutscher American-Football-Spieler und Fitness-Trainer. Als seine größten sportlichen Erfolge gelten seine vier nationalen Meistertitel sowie die Auszeichnung als wertvollster Spieler (MVP) der dänischen National Ligaen im Jahr 2019. Seit der Saison 2023 steht er bei Frankfurt Galaxy in der European League of Football (ELF) unter Vertrag.

## Werdegang
Lester in der Jugend
Lester versuchte sich in seiner Jugend in mehreren Sportarten, ehe er als Siebzehnjähriger mit dem American Football begann. So war er nach eigenen Angaben zuvor bereits im Baseball, Fußball, Basketball, Tennis, Tischtennis, Kung Fu und im Boxen aktiv gewesen. Zwar spielte er zudem bereits als Kind in der American Air Base Vogelweh Backyard-Football, doch kam er erst über einen Kindergarten-Freund zum organisierten Football. Durch ihn schloss sich Lester  im Jahr 2008 dem Junioren-Team der Kaiserslautern Pikes an, wo er zunächst auf der Position des Receivers ausgebildet wurde und in der Jugendbundesliga (GFL Juniors) zum Einsatz kam. Bereits in seiner ersten Saison wurde er zudem in die U17-Länderauswahl der Rheinland-Pfalz/Saarland Maddogs berufen. In der Saison 2009 erreichte Lester mit den Pikes das Halbfinale der GFL Juniors. Darüber hinaus wurde Lester 2009 in den Kader der deutschen Junioren-Nationalmannschaft für die American-Football-Junioren-Weltmeisterschaft in Canton berufen, wo er unter anderem an der Seite von Mark Nzeocha und Björn Werner spielte. Für die Teilnahme am Turnier mussten die Spieler eine vierstellige Summe bezahlen, welche Lester nur mit Hilfe eines Unternehmens aufbringen konnte: „Das Geld hatte ich nicht einfach mal so nebenbei. Die Deutsche Reihenhaus hat die Kosten übernommen. Ich bin sehr froh, dass mir das Unternehmen geholfen hat“, so Lester. Im Spiel um Platz fünf erzielte Lester beide Touchdowns und führte Deutschland so zum 14:0-Sieg gegen Schweden. Daraufhin wurde Lester als wertvollster Athlet des Spiels ausgezeichnet sowie als Punt- und Kick Returner in das All Star Team des Turniers berufen.
Die ersten Jahre bei den Herren
Zur GFL2-Saison 2010 stieß Lester zum Herren-Team der Pikes. Nachdem er Ende Juni gegen die Holzgerlingen Twister drei Touchdown-Pässe fangen konnte, wusste er wenige Wochen später gegen die Wiesbaden Phantoms mit 221 Receiving Yards und einem 88-Yards-Touchdown weiter zu überzeugen. Zwar stieg Lester mit den Pikes in die Regionalliga ab, doch konnte er die Saison aus individueller Perspektive als Offense Team MVP und als nominierter Spieler für die Auszeichnung als GFL/GFL2 Rookie des Jahres erfolgreich abschließen. Darüber hinaus wurde er nach der Saison in das 100er Team der Junioren-Weltauswahl eingeladen, kam dort aber letztlich nicht zum Einsatz, da Lester auch den US-amerikanischen Pass besitzt. Im Frühjahr 2011 wurde Lesters Wechsel zu den Saarland Hurricanes bekannt, doch fokussierte sich Lester auf private Angelegenheiten und nahm daher in diesem Jahr nicht am Spielbetrieb teil. Sein Debüt für die Hurricanes in der höchsten deutschen Spielklasse, der German Football League (GFL), gab er somit erst zum Saisonauftakt 2012. Bei den Hurricanes fing Lester in zwölf Spielen 47 Pässe für 650 Yards und neun Touchdowns. Nach der Saison zog er kurzzeitig zu seiner Großmutter nach Roxboro in North Carolina, doch schlug sein Versuch fehl, sich für ein NCAA Division I College zu empfehlen. Zur Saison 2013 wurde Lester von den New Yorker Lions aus Braunschweig verpflichtet. Bei den Lions musste sich Lester einer großen Konkurrenz auf der Receiver-Position stellen, weshalb er vermehrt als Defensive Back zum Einsatz kam. In insgesamt vierzehn Spielen gelangen ihm zwei Interceptions sowie ein Touchdown als Receiver. Mit den Lions erreichte Lester den German Bowl XXXV, den die Braunschweiger mit 35:34 gegen die Dresden Monarchs gewinnen konnten. Als amtierender Deutscher Meister wechselte Lester 2014 zu den Cologne Falcons. Dort entwickelte sich Lester in der Defensive zum Starter und gehörte besonders in der Passverteidigung teamintern zu den besten Athleten. Mit den Falcons zog er in die Playoffs sein, schied dort aber gegen die New Yorker Lions im Halbfinale aus. Lester war eigentlich bestrebt, bei den Falcons zu bleiben, doch zogen sich die Kölner aufgrund von finanziellen Problemen aus dem Spielbetrieb zurück. Daraufhin richtete sich Lester ein Spielerprofil auf der Plattform europlayers.com ein, um sich im Ausland außerhalb seiner Komfortzone sportlich und persönlich weiterzuentwickeln.
Die Karriere als Importspieler beginnt
Im Frühling 2015 unterzeichnete Lester einen Vertrag bei den Horsens Stallions aus der höchsten dänischen Spielklasse, der National Ligaen. Bei den Stallions stellte Lester seine Vielseitigkeit erneut unter Beweis, indem er auf verschiedenen Positionen in der Offensive, Defensive und den Special Teams auf dem Feld stand. Bereits bei seinem Debüt Mitte April gegen die Herlev Rebels fing er seinen ersten Touchdown. Wenige Wochen später erzielte er beim Rückspiel gegen die Rebels 211 Rushing Yards und drei Touchdowns, darunter ein Lauf über 80 Yards sowie ein weiterer über 79 Yards. Mit den Stallions holte er die ersten beiden Siege in der National Ligaen der Teamhistorie, dennoch konnten sie die Playoffs nicht erreichen. Nach der Saison wurde er teamintern als Stallions Offense MVP ausgezeichnet sowie ligaweit für den DAFF MVP nominiert. 2016 wurde Lester zum National Scouting Combine nach Indianapolis eingeladen. Dabei lief er beim 40 Yard Dash eine Zeit von 4,65 Sekunden, sprang beim Standhochsprung 66,0 Zentimeter hoch und benötigte beim 3 Cone Drill 6,82 Sekunden. Im Anschluss daran erhielt Lester diverse Angebote aus der Canadian Football League (CFL), doch entschied er sich zunächst für eine Rückkehr nach Europa. So stand Lester in der Saison 2016 bei den Seinäjoki Crocodiles in der finnischen Vaahteraliiga unter Vertrag. Lester erzielte in der regulären Saison mit 128,2 Yards Raumgewinn pro Spiel ligaweit die viertmeisten All-Purpose-Yards im Schnitt und war mit dreizehn Touchdowns auch der viertbeste Scorer. Zwei seiner Touchdowns erzielte er als Kick Returner. Mit den Crocodiles erreichte Lester das Finale (Maple Bowl XXXVII), welches jedoch mit 0:10 gegen die Helsinki Roosters verloren ging. Nach der Saison wurde Lester, der während der Saison sechsmal die Auszeichnung des Spielers des Spiels erhalten hatte, zum Team MVP der Crocodiles ernannt. Ende des Jahres wurde Lester von den Bloomington Edge für die Saison 2017 der Champions Indoor Football League (CIF) verpflichtet, womit er erstmals bei einem Team in den Vereinigten Staaten unter Vertrag stand. Lester konnte sich jedoch nicht gegen die Konkurrenz innerhalb der Edge durchsetzen und bekam daher nur wenig Spielzeit.
Lester als Allzweckwaffe zum MVP in Dänemark gekürt
Bereits vor Beginn der CIF-Saison nahmen ihn die Hämeenlinna Huskies für die Saison 2017 der Vaahteraliiga unter Vertrag. Zunächst sollte Lester erst nach dem Ende der CIF von der Edge zu den Huskies stoßen, doch war Lester schließlich von Saisonbeginn an in Finnland. In der Hauptrunde erzielte Lester insgesamt zehn Touchdowns für die Huskies und fungierte wie in den Jahren zuvor als Allzweckwaffe. Mit den Huskies erreichte Lester die Playoffs, in denen sie ihr Halbfinale gegen die Wasa Royals verloren und somit ihre Saison vorzeitig beenden mussten. Trotz der Niederlage wurde Lester als bester Spieler der Huskies im Halbfinale ausgezeichnet. 2018 schloss sich Lester den Triangle Razorbacks aus Vejle in Dänemark an. Nachdem die Razorbacks als Drittplatzierte die Playoffs erreichten, setzten sie sich im Halbfinale gegen die Aarhus Tigers durch. Im Mermaid Bowl XXX trafen die Razorbacks auf die Copenhagen Towers, die sich mit einem 23:22-Sieg zum Meister küren konnten und damit Lesters Razorbacks auf den zweiten Rang verwiesen. Auch im Jahr 2019 spielte Lester bei den Razorbacks, für die er auch als Konditionstrainer sowie später als Wide Receiver Coach arbeitete. Mit den Razorbacks erreichte Lester erneut das Finale um die Meisterschaft und wieder ging es gegen die Copenhagen Towers. Mit zwei Touchdowns trug Lester erheblich zum Gewinn des Mermaid Bowls XXXI bei. Darüber hinaus wurde Lester zum MVP der dänischen Liga ernannt, der höchsten Auszeichnung für einen Spieler. Aufgrund dieses individuellen Erfolgs durfte Lester zudem in einem in Razorbacks-Folie verpackten Peugeot RCZ fahren.
Auch während der Pandemie ist Lester in Skandinavien im Einsatz
Im Oktober 2019 wurde Lester von den Badalona Dracs für die Saison 2020 der spanischen LNFA verpflichtet. Für die Dracs erzielte Lester in den ersten vier Spielen sieben Touchdowns. Mitte März wurde die Saison nach dem sechsten Spieltag aufgrund der COVID-19-Pandemie abgebrochen. Wenige Monate später kehrte Lester nach Dänemark zu den Razorbacks zurück, um die im August startende Saison in Dänemark zu spielen. Nach der vier Spiele umfassenden regulären Saison wurde Lester als Safety in das All Star Team berufen. Mit den Razorbacks stand er zwar im Halbfinale, doch wurden die Playoffs aufgrund steigender Infektionszahlen ebenfalls abgesagt. Daraufhin schloss sich Lester den Carlstad Crusaders aus der schwedischen Superserien an, deren Saison trotz der Pandemie durchgeführt wurde. Als Lester zu den Crusaders stieß, waren bereits fünf der sechs Spieltage der Hauptrunde absolviert. Lester debütierte daher am 26. September im letzten regulären Saisonspiel gegen die Stockholm Mean Machines und kam dabei als Runningback und Receiver zum Einsatz. Im Halbfinale stellte sich Lester gegen die Örebro Black Knights als spielentscheidender Faktor heraus, als er in der Overtime seine dritte Interception des Spiels fing und das Halbfinale mit diesem Spielzug beendete. Zwar ging Lester mit einer Schulterverletzung angeschlagen in das Finale gegen die Titelverteidiger Stockholm Mean Machines, doch konnte er bereits beim spieleröffnenden Kick-off-Return großen Raumgewinn für die Crusaders erzielen und anschließend noch im ersten Viertel einen Pass von Danny Farley zum Touchdown tragen. Die Crusaders konnten schließlich das enge Finale mit 14:12 für sich entscheiden, womit Lester erstmals schwedischer Meister wurde. Zum Abschluss des Jahres wurde Lester vom Football-Nachrichtenportal American Football International in das AFI All-Pandemic Team ernannt.
Lester wird zum All-Star der European League of Football
Zur Saison 2021 der spanischen LNFA Serie A kehrte Lester zu den Badalona Dracs zurück. Bei den Dracs kam Lester auf beiden Seiten des Balls zum Einsatz. So fing er im Finale um die spanische Meisterschaft gegen die Las Rozas Black Demons Mitte Mai sowohl fünf Pässe für 98 Yards und einen Touchdown als auch eine Interception. Damit trug Lester erheblich zum Gewinn des Meistertitels bei, den die Dracs durch ihren 31:21-Sieg holten. Bereits im März unterzeichnete Lester einen Vertrag bei den Barcelona Dragons in der neugegründeten European League of Football (ELF), deren Saison rund anderthalb Monate nach dem Ende der spanischen Spielzeit begann. Lester wohnte während der Saison gemeinsam mit seinen Teamkollegen in einem Resort am Standort Salou in der Nähe von Reus, wo auch die Spiele ausgetragen wurden. Nachdem die Dragons mit vier Niederlagen in die Saison starteten, konnte sich das spanische Franchise im weiteren Saisonverlauf steigern und drei Siege holen. Lester, der bei den Dragons fast ausschließlich als Defensive Back eingesetzt wurde, trug mit insgesamt 41 Tackles, drei Interceptions und zwei Special-Team-Blocks als Stammspieler zu diesem Ergebnis bei. Seinen ersten Touchdown in der ELF hatte Lester am siebten Spieltag gegen die Hamburg Sea Devils mit einem 97 Yards Interception Return erzielt. Nach Abschluss der regulären Saison wurde er in das ELF All Star Team berufen. Während in der ELF noch die Playoffs ausgespielt wurden, kehrte Lester im September zu den Triangle Razorbacks in die dänische National Ligaen zurück. Mit Lester holten die Razorbacks am letzten Spieltag der regulären Saison ihren ersten Saisonsieg, ehe sie im Halbfinale der Playoffs knapp ausschieden und auch das Spiel um Platz drei verloren. Anfang Oktober nahm Lester schließlich am ELF All Star Game gegen eine US-Auswahl teil. Am 1. Januar 2022 gaben die Barcelona Dragons die Vertragsverlängerung mit Lester um eine weitere ELF-Saison bekannt. Mit dem spanischen Franchise erreichte Lester das Halbfinale, wo sie gegen den späteren Meister Vienna Vikings ausschieden.
Zur ELF-Saison 2023 kehrte Lester nach Deutschland zurück und wechselte zur Frankfurt Galaxy. Dort ist er primär als Wide Receiver eingeplant.

## Privates
Lester ist Doppelstaatler. Seine Mutter ist deutsche Staatsangehörige, wohingegen sein Vater US-Amerikaner ist und als Mitglied der United States Air Force in Kaiserslautern stationiert war. Mit zwei Schwestern wuchs Lester daher in der Airbase der US-amerikanischen Streitkräfte in Kaiserslautern auf. Er besuchte das Heinrich-Heine-Gymnasium.

## Statistiken
| Jahr                                                                              | Team                 | Spiele | Tackles | Tackles | Tackles | Tackles | Tackles | Passverteidigung | Passverteidigung | Passverteidigung | Passverteidigung | Passverteidigung | Fumbles | Fumbles | Fumbles | Receiving | Receiving | Receiving | Receiving | Rushing | Rushing | Rushing | Rushing | Returning | Returning |
| Jahr                                                                              | Team                 | Spiele | Total   | Solo    | Ast     | TFL     | Sack    | BU               | PD               | INT              | Yds              | TD               | FF      | FR      | TD      | Rec       | Yds       | Avg       | TD        | Att     | Yds     | Avg     | TD      | Att       | TD        |
| --------------------------------------------------------------------------------- | -------------------- | ------ | ------- | ------- | ------- | ------- | ------- | ---------------- | ---------------- | ---------------- | ---------------- | ---------------- | ------- | ------- | ------- | --------- | --------- | --------- | --------- | ------- | ------- | ------- | ------- | --------- | --------- |
| German Football League 2                                                          |                      |        |         |         |         |         |         |                  |                  |                  |                  |                  |         |         |         |           |           |           |           |         |         |         |         |           |           |
| 2010                                                                              | Kaiserslautern Pikes | 09     | 01      | 01      | 0       | 0       | 00,0    | 0                | 0                | 0                | 000              | 0                | 0       | 0       | 0       | 36        | 0587      | 16,3      | 06        | 15      | 030     | 2,0     | 01      | 27        | 0         |
| GFL 2 Gesamt                                                                      | GFL 2 Gesamt         | 09     | 01      | 01      | 0       | 0       | 00,0    | 0                | 0                | 0                | 000              | 0                | 0       | 0       | 0       | 36        | 0587      | 16,3      | 6         | 15      | 030     | 2,0     | 01      | 27        | 0         |
| German Football League                                                            |                      |        |         |         |         |         |         |                  |                  |                  |                  |                  |         |         |         |           |           |           |           |         |         |         |         |           |           |
| 2012                                                                              | Saarland Hurricanes  | 12     | 01      | 01      | 0       | 0       | 00,0    | 0                | 0                | 0                | 000              | 0                | 0       | 0       | 0       | 47        | 0650      | 13,8      | 09        | 0       | 000     | 0,0     | 0       | 15        | 0         |
| 2013                                                                              | New Yorker Lions     | 12     | 12      | 10      | 02      | 0       | 00,0    | 01               | 03               | 2                | 022              | 0                | 0       | 0       | 0       | 05        | 0052      | 10,4      | 01        | 0       | 000     | 0,0     | 0       | 03        | 0         |
| 2014                                                                              | Cologne Falcons      | 12     | 42      | 30      | 12      | 0       | 00,0    | 09               | 11               | 2                | 112              | 1                | 1       | 1       | 0       | 0         | 0000      | 00,0      | 0         | 0       | 000     | 0,0     | 0       | 08        | 0         |
| GFL Gesamt                                                                        | GFL Gesamt           | 36     | 55      | 41      | 14      | 0       | 00,0    | 10               | 14               | 4                | 134              | 1                | 1       | 1       | 0       | 52        | 0702      | 13,5      | 10        | 0       | 000     | 0,0     | 0       | 26        | 0         |
| Vaahteraliiga 1                                                                   |                      |        |         |         |         |         |         |                  |                  |                  |                  |                  |         |         |         |           |           |           |           |         |         |         |         |           |           |
| 2016                                                                              | Seinäjoki Crocodiles | 12     | 19      | 15      | 04      | 0       | 00,0    | 06               | 0                | 1                | 000              | 0                | 0       | 0       | 0       | 36        | 0560      | 15,6      | 10        | 55      | 403     | 7,3     | 01      | 27        | 2         |
| 2017                                                                              | Hämeenlinna Huskies  | 12     | 27      | 13      | 14      | 2       | 00,0    | 05               | 0                | 2                | 135              | 1                | 0       | 0       | 0       | 47        | 0577      | 12,3      | 06        | 27      | 107     | 4,0     | 02      | 20        | 1         |
| Vaahteraliiga Gesamt                                                              | Vaahteraliiga Gesamt | 24     | 46      | 28      | 18      | 2       | 00,0    | 11               | 0                | 3                | 135              | 1                | 0       | 0       | 0       | 83        | 1137      | 13,7      | 16        | 82      | 510     | 6,2     | 03      | 47        | 3         |
| Superserien                                                                       |                      |        |         |         |         |         |         |                  |                  |                  |                  |                  |         |         |         |           |           |           |           |         |         |         |         |           |           |
| 2020                                                                              | Carlstad Crusaders   | 01     | 0       | 0       | 0       | 0       | 00,0    | 0                | 0                | 0                | 000              | 0                | 0       | 0       | 0       | 06        | 0091      | 15,2      | 0         | 09      | 061     | 6,8     | 0       | 0         | 0         |
| Superserien Gesamt                                                                | Superserien Gesamt   | 01     | 0       | 0       | 0       | 0       | 00,0    | 0                | 0                | 0                | 000              | 0                | 0       | 0       | 0       | 06        | 0091      | 15,2      | 0         | 09      | 061     | 6,8     | 0       | 0         | 0         |
| European League of Football                                                       |                      |        |         |         |         |         |         |                  |                  |                  |                  |                  |         |         |         |           |           |           |           |         |         |         |         |           |           |
| 2021                                                                              | Barcelona Dragons    | 10     | 41      | 26      | 15      | 2,5     | 00,0    | 03               | 06               | 3                | 105              | 1                | 1       | 1       | 1       | 01        | 0005      | 05,0      | 0         | 0       | 000     | 0,0     | 0       | 04        | 0         |
| 2022                                                                              | Barcelona Dragons    | 12     | 34      | 28      | 06      | 2,5     | 00,0    | 06               | 08               | 2                | 097              | 1                | 1       | 0       | 0       | 0         | 0000      | 00,0      | 0         | 0       | 000     | 0,0     | 0       | 05        | 0         |
| ELF Gesamt                                                                        | ELF Gesamt           | 22     | 75      | 54      | 21      | 5,0     | 00,0    | 09               | 14               | 5                | 202              | 2                | 2       | 1       | 1       | 01        | 0005      | 05,0      | 0         | 0       | 000     | 0,0     | 0       | 09        | 0         |
| Quellen: stats.gfl.info, sajl.org, amerikanskfotboll.com, europeanleague.football |                      |        |         |         |         |         |         |                  |                  |                  |                  |                  |         |         |         |           |           |           |           |         |         |         |         |           |           |

| Jahr                                                     | Team                 | Spiele | Tackles | Tackles | Tackles | Tackles | Tackles | Passverteidigung | Passverteidigung | Passverteidigung | Passverteidigung | Passverteidigung | Fumbles | Fumbles | Fumbles | Receiving | Receiving | Receiving | Receiving | Rushing | Rushing | Rushing | Rushing | Returning | Returning |
| Jahr                                                     | Team                 | Spiele | Total   | Solo    | Ast     | TFL     | Sack    | BU               | PD               | INT              | Yds              | TD               | FF      | FR      | TD      | Rec       | Yds       | Avg       | TD        | Att     | Yds     | Avg     | TD      | Att       | TD        |
| -------------------------------------------------------- | -------------------- | ------ | ------- | ------- | ------- | ------- | ------- | ---------------- | ---------------- | ---------------- | ---------------- | ---------------- | ------- | ------- | ------- | --------- | --------- | --------- | --------- | ------- | ------- | ------- | ------- | --------- | --------- |
| German Football League                                   |                      |        |         |         |         |         |         |                  |                  |                  |                  |                  |         |         |         |           |           |           |           |         |         |         |         |           |           |
| 2013                                                     | New Yorker Lions     | 02     | 02      | 02      | 0       | 0       | 00,0    | 01               | 0                | 0                | 000              | 0                | 0       | 0       | 0       | 0         | 0000      | 00,0      | 0         | 0       | 000     | 0,0     | 0       | 0         | 0         |
| 2014                                                     | Cologne Falcons      | 02     | 07      | 07      | 0       | 0       | 00,0    | 02               | 0                | 0                | 000              | 0                | 0       | 0       | 0       | 0         | 0000      | 00,0      | 0         | 0       | 000     | 0,0     | 0       | 04        | 0         |
| GFL Gesamt                                               | GFL Gesamt           | 04     | 09      | 09      | 0       | 0       | 00,0    | 03               | 0                | 0                | 000              | 0                | 0       | 0       | 0       | 0         | 0000      | 00,0      | 0         | 0       | 000     | 0,0     | 0       | 04        | 0         |
| Vaahteraliiga 1                                          |                      |        |         |         |         |         |         |                  |                  |                  |                  |                  |         |         |         |           |           |           |           |         |         |         |         |           |           |
| 2016                                                     | Seinäjoki Crocodiles | 02     | 0       | 0       | 0       | 0       | 00,0    | 03               | 0                | 0                | 000              | 0                | 0       | 0       | 0       | 03        | 0030      | 10,0      | 0         | 01      | 0−7     | −7,0    | 0       | 01        | 0         |
| 2017                                                     | Hämeenlinna Huskies  | 01     | 03      | 03      | 0       | 01      | 00,0    | 01               | 0                | 0                | 000              | 0                | 0       | 0       | 0       | 07        | 0069      | 09,9      | 0         | 07      | 019     | 2,7     | 0       | 03        | 0         |
| Vaahteraliiga Gesamt                                     | Vaahteraliiga Gesamt | 03     | 03      | 03      | 0       | 01      | 00,0    | 04               | 0                | 0                | 000              | 0                | 0       | 0       | 0       | 10        | 0099      | 09,9      | 0         | 08      | 012     | 1,5     | 0       | 04        | 0         |
| Superserien 1                                            |                      |        |         |         |         |         |         |                  |                  |                  |                  |                  |         |         |         |           |           |           |           |         |         |         |         |           |           |
| 2020                                                     | Carlstad Crusaders   | 02     | 04      | 02      | 02      | 0       | 00,0    | 01               | 0                | 3                | 016              | 0                | 0       | 0       | 0       | 06        | 0008      | 01,3      | 01        | 13      | 048     | 3,7     | 0       | 01        | 0         |
| Superserien Gesamt                                       | Superserien Gesamt   | 02     | 04      | 02      | 02      | 0       | 00,0    | 01               | 0                | 3                | 016              | 0                | 0       | 0       | 0       | 06        | 0008      | 01,3      | 01        | 13      | 048     | 3,7     | 0       | 01        | 0         |
| European League of Football                              |                      |        |         |         |         |         |         |                  |                  |                  |                  |                  |         |         |         |           |           |           |           |         |         |         |         |           |           |
| 2022                                                     | Barcelona Dragons    | 01     | 02      | 0       | 02      | 0       | 00,0    | 0                | 01               | 1                | 033              | 0                | 0       | 0       | 0       | 0         | 0000      | 00,0      | 0         | 0       | 000     | 0,0     | 0       | 0         | 0         |
| ELF Gesamt                                               | ELF Gesamt           | 01     | 02      | 0       | 02      | 0       | 00,0    | 0                | 01               | 1                | 033              | 0                | 0       | 0       | 0       | 0         | 0000      | 00,0      | 0         | 0       | 000     | 0,0     | 0       | 0         | 0         |
| Quellen: stats.gfl.info, sajl.org, amerikanskfotboll.com |                      |        |         |         |         |         |         |                  |                  |                  |                  |                  |         |         |         |           |           |           |           |         |         |         |         |           |           |